# 菩薩道
菩萨道，後期佛教術语，主要指公元前後由在家佛弟子發起的菩薩在成佛（无上正等正觉）之前必须经过的修行阶段，源自公元前後的佛傳文學時期。上座部佛教《南傳菩薩道》參考了佛滅後的《小部佛所行讚》、《行藏》及《本生經》而寫成的，認為要被佛授記未來一定成佛才能被稱作菩薩；釋迦佛陀在世時代所說及被記載的主要四部柅迦耶沒提及菩薩乘。北传大乘认为修行者只要發願成佛便可称为“初發心菩萨”，菩萨道以“六度萬行”（六度又译作「六波羅密」）爲主要修行方法，有完整的果位体系。佛教導、提及的三乘修行之道，即目標為了修行成佛的菩薩乘所行的菩薩道，與目標不是為了修行成佛的聲聞乘、緣覺乘二者合稱的解脫道。

## 上座部佛教南傳菩薩道

### 佛、辟支佛、聲聞阿羅漢弟子三者之解脫沒有差別
佛、辟支佛和佛的阿羅漢弟子已經斷除貪、瞋、癡走到了佛教的最終目的——滅十結證涅槃，佛、辟支佛、阿羅漢弟子的解脫沒有差別，辟支佛和佛的阿羅漢弟子沒必要成佛。佛說過辟支佛和佛的阿羅漢弟子已經「永無來生」究竟解脫，因此辟支佛和佛的阿羅漢弟子死後會進入無餘涅槃界不會繼續輪迴在來生成佛。
根據上座部佛教教義，佛沒有說「每一個眾生都必須追求成佛」，上座部佛教的佛弟子得自己選擇想成為佛或成為辟支佛或成為佛的阿羅漢弟子。

### 菩薩的定義
上座部佛教《南傳菩薩道》說明修菩薩道必須發願成為佛，修行修到被佛授記未來成佛才能稱為菩薩。
第一次被佛授記未來成佛至少要滿足八個條件：
- 是人。
- 是男人。
- 波羅密已經圓滿至足以使他如果放棄成佛想成為聲聞聖弟子可以在那一生聽佛剛講完一首四行偈的第四行證得阿羅漢果並得到六神通和四無礙解智

（但修菩薩道的人遇到佛不會去證阿羅漢果當佛的阿羅漢弟子，所以修菩薩道的人在最後一世成佛前修四念處最多只會修到第十一觀智行捨智）。
- 遇到一尊活著的佛陀。
- 是一位相信業力的隱士，或是一位佛教的比丘。
- 具備四禪八定與五神通。
- 有不惜犧牲自己生命修波羅蜜的非凡精進力。
- 善欲足夠強大到令他發願成佛。

菩薩必須修行最少四大阿僧祇加上十萬大劫才能成佛，例如《本生經》第1卷記載釋迦牟尼佛前世善慧菩薩被燃燈佛授記預言未來四阿僧祇及十萬大劫後會成佛。
當菩薩被佛陀授記未來成佛後會靠自己想通成佛必須累積十波羅密，例如《本生經》第1卷記載釋迦牟尼佛前世善慧菩薩被燃燈佛授記未來會成佛後靠自己想通要成佛必須累積十波羅密。
這十種波羅密分別是：
佈施波羅密、持戒波羅密、出離波羅密、智慧波羅密、精進波羅密、忍耐波羅密、真實波羅密、決意波羅密、慈波羅密、捨波羅密。

### 三種菩薩
菩薩分為三種：
- 慧者菩薩：又稱為敏知者菩薩，他們慧強信弱。如果他有意在被授記那一世證悟聲聞菩提的話，他有足夠的善行使他在佛陀尚未講完一首四行偈的第三行時即證悟阿羅漢果，連同六神通與四無礙解智。慧者菩薩圓滿十波羅蜜成佛的時間最少需要四阿僧祇加上十萬大劫。
- 信者菩薩：又稱為廣演知者菩薩，他們慧中信強。如果他有意在被授記那一世證悟聲聞菩提的話，他有足夠的善行使他在佛陀尚未講完一首四行偈的第四行時即證悟阿羅漢果，連同六神通與四無礙解智。信者菩薩圓滿十波羅蜜成佛的時間最少需要八阿僧祇加上十萬大劫。
- 精進者菩薩：又稱為所引導者菩薩，他們信與慧皆弱但精進強。如果他有意在被授記那一世證悟聲聞菩提的話，他有足夠的善行使他在佛陀剛講完一首四行偈的第四行時即證悟阿羅漢果，連同六神通與四無礙解智。精進者菩薩圓滿十波羅蜜成佛的時間最少需要十六阿僧祇加上十萬大劫。

### 菩薩成佛之道
菩薩必須修四念處才有成佛的機會，不修四念處就無法成佛。菩薩在最後一世前修四念處最多只會證得第十一觀智行捨智不會覺悟不會證得四道、四果、涅槃，所以菩薩在最後一世成佛前是沒覺悟證果的「凡夫」。
釋迦牟尼最後一世還是菩薩時浪費六年修外道苦行後尚未斷除貪瞋癡，菩薩要到成佛的時候才會完全斷除貪瞋癡。
菩薩在最後一世無佛教時代會自修四念處如實覺知五蘊的剎那生滅及無常、苦、無我然後無師自悟自證四道、四果、涅槃成為佛 。
由於成為佛所需要修行時間比較長，成為佛的阿羅漢弟子所需要修行時間比較短，大多數上座部佛教佛弟子選擇想要成為佛的阿羅漢弟子不想成佛，只有少數上座部佛教佛弟子選擇想要未來成佛。

### 菩薩的佈施
修佈施和修四念處不同，修四念處進步時會更清楚覺知當下五蘊的無常、苦、無我三共相，修佈施時應該發願不應該思惟五蘊的無常、苦、無我三共相。當施者發願欲成為快樂的人或天神時，其佈施是下等的；發願證悟弟子菩提或辟支菩提時，其佈施是為中等；發願欲證得三藐三菩提或正等正覺時，其佈施是為上等。
菩薩是為一切智佈施。
所有的菩薩都會為一切智布施妻子 ，《本生經》記載釋迦牟尼前世還是菩薩未成佛時思考一切智比妻子兒女更重要然後將妻子兒女布施給化為婆羅門的帝釋。當有人向菩薩討他的孩子、妻子、奴僕等時，菩薩首先會向他的孩子、妻子等解釋所建議的佈施，只有在他們同意時，菩薩才把這些樂於幫他圓滿波羅蜜的人送給他人。但是若知道向他討取的是非人（例如夜叉、阿修羅等），那菩薩就不會行此佈施。

### 說明菩薩成佛之道的其它上座部佛教經藏
《相應部》47相應12經記載所有的過去佛、所有的未來佛、現在的釋迦牟尼佛都是修四念處七覺支才能成佛。
《相應部》47相應14經記載所有的過去佛、所有的未來佛都有像舍利弗、目犍連一樣的兩大上首弟子。
《相應部》56相應11經記載釋迦牟尼捨棄沉迷欲樂和外道苦行這兩種錯誤極端後發現走向證智、正覺、涅槃的中道，中道就是八聖道才是走向證智、正覺、涅槃的成佛之道。
《相應部》56相應24經記載所有的過去佛、所有的未來佛、現在的釋迦牟尼佛都是覺悟四聖諦成佛。
《中部》123經記載菩薩最後第二世正念正知投生在兜率天當天神，菩薩在兜率天死後最後一世正念正知投生在人間的母胎。
《長部》14經記載毘婆尸佛的種姓是剎帝利，尸棄佛的種姓是剎帝利，毘舍浮佛的種姓是剎帝利，拘留孫佛的種姓是婆羅門，拘那含牟尼佛的種姓是婆羅門，迦葉佛的種姓是婆羅門，釋迦牟尼佛的種姓是剎帝利。
《長部》14經記載記載毘婆尸佛在波吒梨樹下成佛，尸棄佛在分陀利樹下成佛，毘舍浮佛在沙羅樹下成佛，拘留孫佛在金合歡樹下成佛，拘那含牟尼佛在優曇鉢果樹下成佛，迦葉佛在尼拘律樹下成佛，釋迦牟尼佛在菩提樹下成佛。
《長部》14經記載毘婆尸佛的父親是名叫邦都馬的國王，生母是名叫邦都馬低的皇后。尸棄佛的父親是名叫明相的國王，生母是名叫有光明的皇后。毘舍浮佛的父親是名善降落的國王，生母是名叫有雨的皇后。拘留孫世尊、阿羅漢、遍正覺者的父親是名叫火施的婆羅門，生母是名叫枝條的婆羅門女。拘那含牟尼佛的父親是名叫犧牲施的婆羅門，生母是名叫鬱多羅的婆羅門女。迦葉佛的父親是名叫梵施的婆羅門，生母是名叫有財的婆羅門女。釋迦牟尼佛的父親是名叫淨飯的國王，生母是名叫摩耶的皇后。
《長部》14經記載毘婆尸佛的國家國王名叫邦都馬，邦都馬國王的王都是名叫邦都馬低的城市。
尸棄佛的國家國王名叫明相，明相國王的王都是名叫有明相的城市。
毘舍浮佛的國家國王名叫善降落，善降落國王的王都是名叫優勝的城市。
拘留孫佛的國家國王名叫安穩(差摩)，安穩國王的王都是名叫有安穩的城市。
拘那含牟尼佛的國家國王名叫淨潔，淨潔國王的王都是名叫有潔淨的城市。
迦葉佛的國家國王名叫居居，居居國王的王都是名叫波羅奈的城市。
釋迦牟尼佛的國家國王名叫淨飯，淨飯國王的王都是名叫迦毘羅衛的城市。
《長部》14經記載所有的菩薩最後第二世在兜率天死後最後一世一定會正念正知投生在人間的母胎。
《長部》16經記載所有的過去佛、未來佛都有一個像阿難一樣的侍者弟子。
《長部》26經記載未來人類平均壽命八萬歲時彌勒佛會出世 。
《長部》28經記載過去存在和釋迦牟尼佛相同的過去佛，未來存在和釋迦牟尼佛相同的未來佛，現在不存在和釋迦牟尼佛相同的其他佛。
《增支部》3集104經記載過去的釋迦牟尼還是未成佛的菩薩時如何覺知世間享樂的過患然後出離成佛結束輪迴。
《增支部》3集138經記載所有的過去佛、所有的未來佛、現在的釋迦牟尼佛都相信因果業報。
《小部》《本生經》第1卷記載所有的菩薩最後一世一定會在人的平均壽命由十萬歲衰減到平均壽命一百歲的減劫出生成佛不會在其他時間出生成佛，所有的菩薩最後一世一定會出生在人間的閻浮提洲中部(尼泊爾和印度恆河流域地區)成佛不會在其他地方出生成佛，所有的菩薩最後一世種姓一定是剎帝利或婆羅門然後成佛不會以其他低階種姓出生然後成佛。
《小部》《佛種姓經》記載拘留孫佛、拘那含牟尼佛、迦葉佛、釋迦牟尼佛、未來的彌勒佛是賢劫五佛。

### 須陀洹弟子和菩薩的差異
1.如果菩薩在還沒被佛授記未來成佛前放棄成佛想要改當佛的聲聞聖弟子最慢可以在聽佛剛講完一首四行偈的第四行時證得阿羅漢果連同六神通與四無礙解智，因此要成為菩薩所需要的修行時間比成為佛的須陀洹弟子所需要的修行時間更長，菩薩不可能成為佛的須陀洹弟子也不可能成為辟支佛，菩薩只會在最後一世生在無佛教的人間無師自悟成佛。
2.須陀洹弟子是在有佛教的時代靠聽聞佛法修四念處而覺悟，菩薩只想無師自悟不想靠聽聞佛法而覺悟所以菩薩在有佛教的時代不會覺悟，菩薩要到最後一世生在無佛教的人間才會自修四念處無師自悟成佛。
3.須陀洹弟子是在有佛教的時代靠聽聞佛法修四念處修完十六觀智，菩薩在有佛教的時代聽聞佛法修四念處最多只會修到第十一觀智行捨智，菩薩要到最後一世生在無佛教的人間才會自修四念處無師自悟修完十六觀智成佛。
4.須陀洹弟子是在有佛教的時代靠聽聞佛法修四念處證得須陀洹道智、須陀洹果智、涅槃是佛的聖弟子，菩薩是沒證須陀洹道智、須陀洹果智、涅槃的凡夫不是任何佛的聖弟子。
菩薩最後一世生在無佛教的人間會自修四念處依序先證前面十一觀智後證引導下一個心認知涅槃的第十二觀智隨順智，接著菩薩會證得取涅槃為所緣的第十三觀智種姓智，之後菩薩會無師自悟依序證得取涅槃為所緣的須陀洹道智、須陀洹果智、斯陀含道智、斯陀含果智、阿那含道智、阿那含果智、阿羅漢道智、阿羅漢果智成佛。
5.須陀洹弟子最慢在七次輪迴內會證得阿羅漢道智結束輪迴，菩薩最快要四大阿僧祇加上十萬大劫後才會生在無佛教的人間無師自悟證得阿羅漢道智結束輪迴。
6.須陀洹弟子證得阿羅漢道智時不會得到一切知智，菩薩證得阿羅漢道智時會得到一切知智。
7.須陀洹弟子沒有「波羅蜜思擇智」，菩薩有「波羅蜜思擇智」。
8.須陀洹弟子不會違犯五戒，菩薩有可能殺生、偷盜、邪淫、飲酒不過不會妄語。《本生經》鶴本生譚記載釋迦牟尼過去世還是菩薩沒成佛前曾經當過盜賊首領。《本生經》優相本生譚記載釋迦牟尼過去世還是菩薩沒成佛前曾經是名為訶黎塔恰(Haritaca)的隱士出家修行證得四禪八定和五神通，有一次國王不在時菩薩看到王后衣服掉了忍不住和王后邪淫，菩薩和王后邪淫後失去四禪八定和五神通，之後菩薩懺悔重新修行再度得到四禪八定和五神通，菩薩死後投生在無色界天。
9.須陀洹弟子在證得須陀洹道智時斷除斷除邪見，菩薩沒證得須陀洹道智所以沒斷除邪見，《本生經》怖畏本生譚記載釋迦牟尼佛在九十一劫以前的過去世還是沒成佛的菩薩時曾經是迷信苦行的邪見外道，菩薩臨死前看到地獄的趣相立刻生起正見想通外道苦行的錯誤放棄外道邪見，之後地獄的趣相消失菩薩死後生天。
10.須陀洹弟子已經斷除邪見和懷疑雖然有可能造惡業不會墮入三惡道，菩薩有可能造惡業墮入三惡道，菩薩造惡業下地獄時不會跟其他的眾生一樣感到極度的痛苦，反而培育起更強的悚懼智。
11.須陀洹弟子有可能在人間、欲界天、色界天、無色界天證得阿羅漢果結束輪迴，菩薩最後第二世一定會在兜率天出生成為天神，菩薩最後一世一定會從兜率天投胎到無佛教的人間無師自悟證阿羅漢果成佛結束輪迴。
12.須陀洹弟子是在有佛教的時代靠聽聞佛法修四念處證得「出世間智慧」所以清楚知道外道苦行的錯誤不會修外道苦行，菩薩只有「世間智慧」沒有「出世間智慧」，所有菩薩最後一世成佛前至少會修外道苦行七天，之後菩薩才會想通外道苦行的錯誤修中道(中道就是八聖道)無師自悟證得「出世間智慧」智慧成佛結束輪迴。

## 北傳佛教
大乘佛教菩薩道是指為了度化眾生、趣向佛道，促使眾生皆發阿耨多羅三藐三菩提心，生生世世為法眷屬相互增益，地地增上。在三大阿僧祇劫中，廣行六度萬行，入地後行十度波羅蜜。行菩薩道是以利樂眾生為首要之務，但在利他中又得自利。生生世世行菩薩道，永不捨棄任何一位眾生，以求眾生皆能圓成佛道。

### 大乘佛教菩薩道簡介
一般來說，行菩薩道包括的德目有四攝、六度萬行和四弘誓願。經五位（資糧位，加行位，通達位，修習位，究竟位）十地的階段而圓滿十波羅密，在此過程中積聚福德（puṇya）與智慧（jñāna）二種資糧，逐步斷除煩惱障和所知障，最後入首楞嚴三昧得金剛喻定 （页面存档备份，存于），斷盡最極微細之煩惱而成佛。
簡要來說，可將其歸納為《小品般若經》中所用的四階段：1.初發心（初發意、新發意，初發菩提心）；2.久發心（久修習，行六波羅密）；3.不退轉（阿惟越致、阿鞞跋致，入無生法忍）；4.一生補處（阿惟顏、一生所繫，最後有者）。
又或者將其開展為《楞嚴經》中的「五十五位菩提路」，從乾慧地、十信位、十住位、十行位、十迴向位、四加行、十地，再至等覺菩薩也是最後身菩薩，乃至妙覺菩薩也就是佛地。按法相宗說法，此十信至十迴向皆攝屬「資糧位」，四加行為「加行位」，十地屬「修習位」，妙覺菩薩為「究竟位」。藏傳佛教同樣在「修習位」中安立「十地」。

### 大乘佛教四攝法
四攝法是指行菩薩道中利樂眾生，攝受佛土時應以布施、愛語、同事、利行等四攝法。

### 菩薩位階

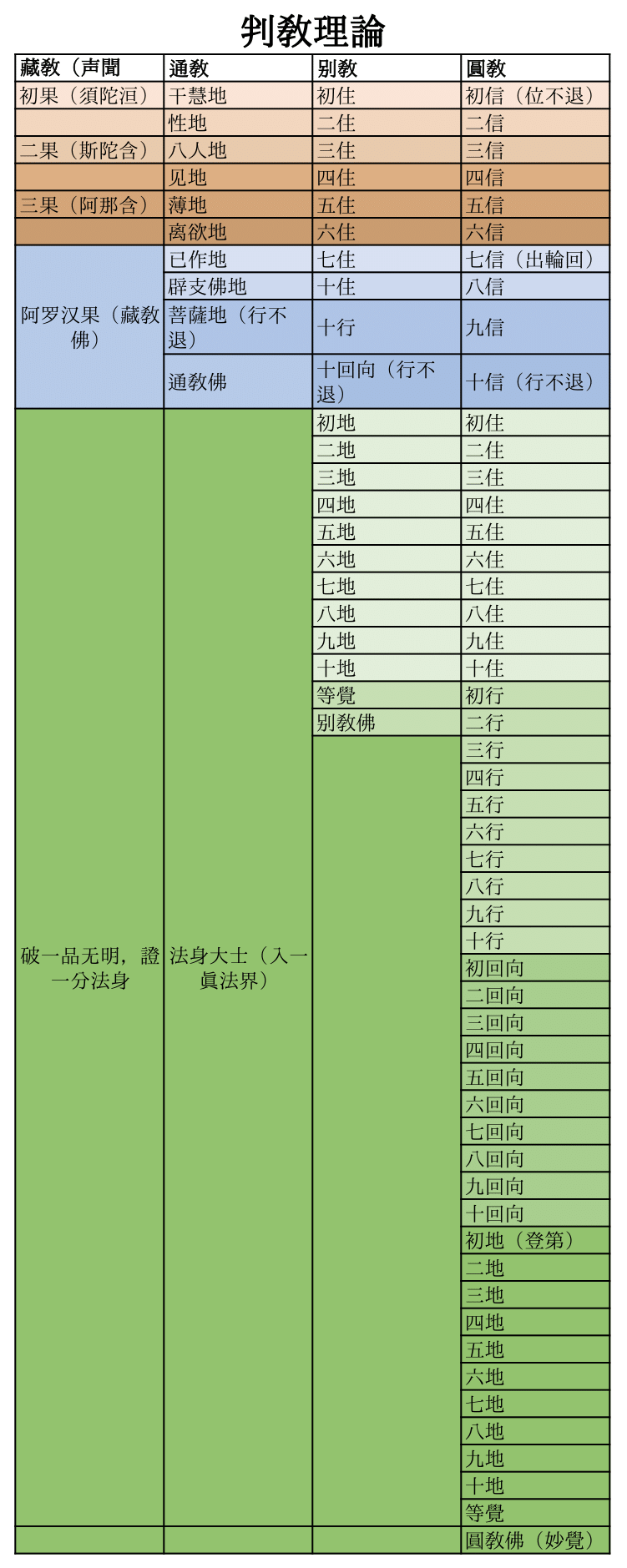

根據《菩薩瓔珞本業經》卷上之內容，佛菩提道的修行總共分為五十二位階，也就是十信、十住、十行、十迴向、十地、等覺及妙覺位。

#### 十信位
《菩薩瓔珞本業經》卷上：「佛告敬首菩薩：『佛子！吾今略說名門中一賢名門，所謂初發心住，未上住前有十順名字。菩薩常行十心。所謂信心、念心、精進心、慧心、定心、不退心、迴向心、護心、戒心、願心。佛子，修行是心，若經一劫二劫三劫，乃得入初住位中。』」

《菩薩瓔珞本業經》卷上佛說：「佛子！若退若進者，十住以前一切凡夫法中發三菩提心，有恒河沙眾生，學行佛法信想心中行者，是退分善根。諸善男子！若一劫二劫乃至十劫，修行十信得入十住。」

《菩薩瓔珞本業經》卷下「：佛子！發心住者，是人從始具縛凡夫，未識三寶聖人，未識好惡因之以果，一切不識不解不知。佛子！從不識始凡夫地，值佛菩薩教法中起一念信便發菩提心；是人爾時住前名信想菩薩，亦名假名菩薩，亦名名字菩薩。其人略行十心，所謂信心、進心、念心、慧心、定心、戒心、迴向心、護法心、捨心、願心，復行十心。所謂十善法五戒、八戒、十戒、六波羅蜜戒，是人復行十善。若一劫二劫三劫修十信，受六天果報，上善有三品，上品鐵輪王化一天下，中品粟散王，下品人中王，具足一切煩惱，集無量善業亦退亦出。若值善知識學佛法，若一劫二劫方入住位；若不爾者常沒不出，住退分善根如上說。」由上經文知：十信位—發心住未上住前—仍是具縛凡夫，對佛法及善知識等一切不識不解不知；若能信受善知識，精進所學，方入發心住位，否則常沒不出，故在這十個修集對佛法信心的位階，修行人有時候進步一點，有時候退步一點點，這樣要一劫或甚至要到十劫，才能進入下一階段的十住位中。

#### 十住位
菩薩五十二位階修行中的十住、十行、十迴向位，合稱為三賢位；第二個十位名十住，十住位又叫作「十發趣」，就是說有十個層次讓你發起那個心，趣向佛菩提道及大乗的解脫道。十住就是：一、發心住。二、治地住。三、修行住。四、生貴住。五、方便具足住。六、正心住。七、不退住。八、童真住。九、法王子住。十、灌頂住。
十住位的修行是從初住位的布施到十住位的見性，這階段是習種性的人，也就是凡夫的習性還很重，因為還沒有進入修道位；六住位前外門修學菩薩六度波羅蜜，七住時般若正觀現前明心真見道後，還要熏習很多般若別相智及熏習入地所必須有的道種智，以及熏習一切種子更深細的一切種智法義。

#### 十行位
菩薩五十二位階修行中，第三個十位名十行位，十行位又叫作「十長養」，長養菩提心，長養菩薩應該有的聖性，才能具足菩薩性。這個階段所要做的就是努力去發起聖性；發起聖性最重要的就是把 我執降伏，也就是把習種性位的凡夫習性消除掉，因為有我見、我執，會落在「我、我所」上面的凡夫習性，讓那些習性不會再現行，才算是十行位性種性的修證圓滿。十行就是：一、歡喜行。二、饒益行。三、無瞋恨行。四、無盡行。五、離癡亂行。六、善現行。七、無著行。八、尊重行。九、善法行。十、真實行。

#### 十迴向位
菩薩五十二位階修行中，第四個十位名十迴向位，十迴向位又叫作「十金鋼」，從初迴向到十迴向都是金鋼行，初迴向位叫作「救護一切眾生離開眾生相迴向」，所有的身、口、意行都是為了救護眾生，使我們所救護的眾生可以離開六道輪迴。眾生相就是 五蘊相，五蘊相就是我相，以五蘊為我、以覺知心為我、以 十八界為我。眾生相也就是《般若經》所講的四相：我相(慈)、人相(悲)、眾生相(喜)、壽者相(捨)，都從 執著我見 內相而生；要讓眾生瞭解「我相、眾生相及諸相是輪迴及過患的根本」，當眾生體悟後才能發自內心捨離眾生相；發願救護一切眾生離開，這裡包含內心的眷屬我見、邪知、邪見，一定要作摧邪顯正的菩薩行，讓他們斷除執著清淨習氣；在初迴向位這些吃力不討好的功作能做得下去，二迴向、三迴向的菩薩行就不是難事了，都可以一步一步去把它完成，因為慈心悲心及菩提心生起，這時候就能一步一步邁向菩薩行。
十迴向就是：一、救護一切眾生離眾生相迴向。二、不壞迴向。三、等一切佛迴向。四、至一切處迴向。五、無盡功德藏迴向。六、隨順平等善根迴向。七、隨順等觀一切善根迴向。八、如相迴向。九、無縛解脫迴向。十、法界無量迴向。
十迴向完成的時候，'道種性就完成了；這時候只要具足初地所應有的道種智，再在 佛前勇敢發起十無盡願，也就是供養願、受持願、轉法輪願、修行願、成熟願、承事願、淨土願、不離願、利益願、正覺願增上意樂，就可以進入修改輪迴的過程進而，滿足十迴向。

#### 十地
菩薩五十二位階修行中，第五個十位名十地。別教菩薩悟後歷經習種性、性種性、道種性之修行；具足人無我性的現觀，也生起法無我性的現觀智慧，發起道種性及聖種性，增上慧學也跟善知識熏習圓滿通達了，進入通達位前再發起增上意樂，於佛前發十無盡願，便是證得通達位功德，有了無生法忍而進入初地。從初地至等覺為修道位，入初地後修學唯識學的百法明門，也就是修學法無我的現觀，具足修證猶如鏡像的現觀—初地滿心位的無生法忍。初地菩薩了知十地相已，心大歡喜，佛道次第了然於心，已知十地諸相善加觀察開悟覺知，即依十地漸修次第精進修學，循序而進，終能超越第九地—善慧地—證得第十法雲地境界。十地就是：一、極喜地。二、離垢地。三、發光地。四、焰慧地。五、極難勝地。六、現前地。七、遠行地。八、不動地。九、善慧地。十、法雲地。。如是十地，總攝有為無為功德以為自性。與所修行，為勝依持，令得生長，故名為地。在此十地漸開佛眼，成就一切種智，已屬聖性。

#### 等覺
菩薩五十二位階修行中，第五十一位名為等覺，由十地道種智成就故入此地，此地應修一切種智，圓滿等覺地無生法忍。等覺菩薩的修行法門就是百劫修相好：無一時非捨命時，無一處非捨命處。在這百劫中，於一切時地廣施內財外財，完全是在修集福德，是在與眾生廣結善法因緣，實際履踐無我法—對自己的五陰完全沒有任何執著—使得極微細的我執習氣，能夠斷除淨盡，以之圓滿三十二大人相，及無量的隨形好。

#### 妙覺
菩薩百劫於一切所知境中，斷除所知障中極微細執著愚痴，及修集福德滿足已，成最後身菩薩，住兜率天觀察世間時節因緣；當眾生法緣成熟時，即降神母胎受生長大，示現出家修行，最後一夜頓斷久遠劫來，故意所留一分極微細煩惱障，及頓斷最後一分極微細所知障，金剛喻定現前，究竟成佛，成三界尊，入如來地，成就四種涅槃，四智圓明，是名無上正等正覺，十號具足之人天導師。

## 外部連結
- 菩薩應不應證實際？ ——從大乘經典看證悟觀念的轉變 （页面存档备份，存于）
- 修證篇概論（上） （页面存档备份，存于）
- 南北傳的菩薩道 （页面存档备份，存于）